# Phongszali tartomány
Phongszali (nemzetközi alakban Phongsali) tartomány Laosz északi részén található.
A tartomány a Kínával folytatott kereskedelem fő központja, és kulturálisan is erősek a kínai hagyományok.

## Közigazgatás
A tartomány a következő körzetekre tagolódik:
1. Boun Nua (2-05)
2. Boun Tai (2-07)
3. Khoa (2-03)
4. Mai (2-02)
5. Gnot-Ou (2-06)
6. Phongsali (2-01)
7. Samphan (2-04)

1. ↑  Results of Population and Housing Census 2015 (English Version). Lao Statistics Bureau